# Kaakkurijärvi (Gällivare socken, Lappland, 748561-172676)
Kaakkurijärvi är en sjö i Gällivare kommun i Lappland och ingår i Kalixälvens huvudavrinningsområde.